# Рум'янцева Наталія Анатоліївна
Наталія Анатоліївна Рум'янцева — російська театральна актриса, режисер, сценограф, автор ляльок, художній керівник театру Акторський дім Колібрі (місто Зарайськ, Московської області, РФ)

## Біографія
Наталія Рум'янцева з 1980 по 1992 рік працювала у театрах Архангельська, Оренбурга, Актау. Закінчила Санкт-Петербурзьку Академію театрального мистецтва (СПбДАТІ). З 1989 року працює в Акторському домі «Колібрі» — ляльковому театрі, який з 2008 року базується у місті Зарайську Московської області. Чоловік — Рум'янцев Федір Васильович — директор театру «Колібрі», артист театру та кіно.

## Творчість
Поставила 8 спектаклів, написала 7 вистав для дитячих театрів та театрів ляльок під псевдонімом Матільда Нежданная. Зіграла у 40 виставах. Поставила виставу за своєю п'єсою в Амурському державному театрі акторів і ляльок «Амурчонок» (місто Благовєщенськ). За її п'єсою в Оренбурзькому театрі ляльок «П'єро» головним режисером А. Яриловим поставлена вистава «Варвара Іванівна».